# Paul Guignard
Paul Guignard, né le 10 mai 1876 à Ainay-le-Château (Allier) et mort le 15 février 1965 à Paris, est un coureur cycliste stayer français. 

## Biographie

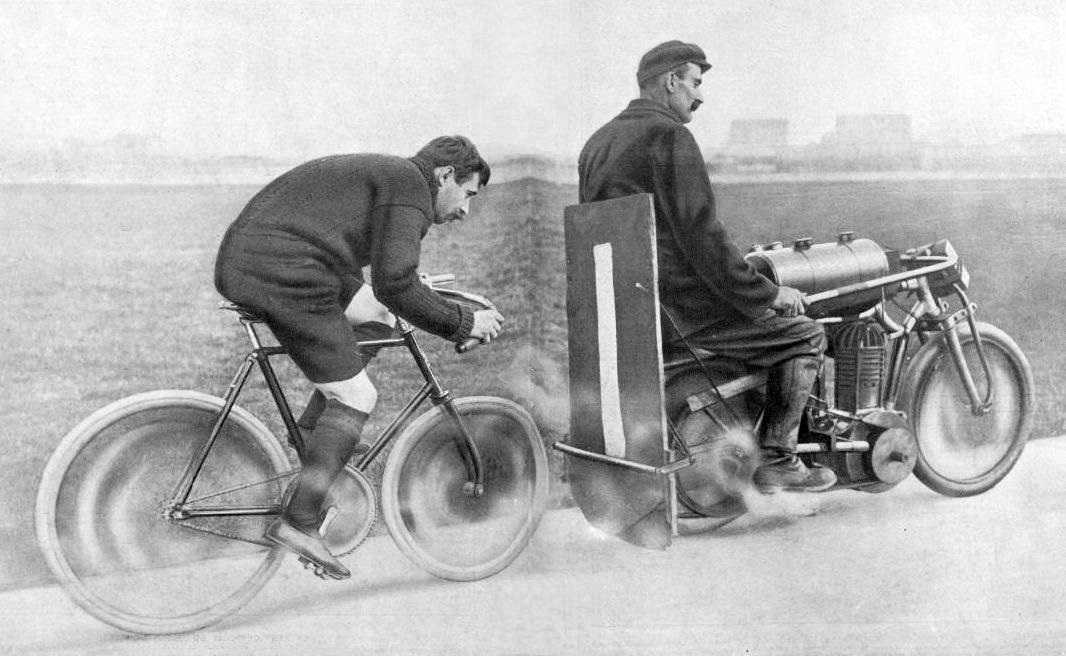
Premier record de l'heure de Guignard en 1905.

Spécialiste du demi-fond, il a été une fois champion du monde, quatre fois champion d'Europe et quatre fois champion de France de la discipline.
Il obtient deux fois le record mondial de l'heure derrière moto sur piste, le 8 avril 1905 au vélodrome du Parc des Princes (89,904 kilomètres derrière Berlin), et en 1909 : il est alors le premier homme à dépasser les 100 kilomètres dans l’heure, soit 101,623 kilomètres, le 15 septembre 1909 au vélodrome de Munich-Milbertshofen derrière Hoffmann.
En 1935, à presque 60 ans, il rencontre l'ancien stayer allemand Arthur Stellbrink dans deux matchs de vétérans (vitesse et demi-fond)  à Cologne.

## Palmarès sur piste

### Championnats du monde
- Anvers 1905
  -  Médaillé d'argent du demi-fond
- Leipzig 1913
  -  Champion du monde de demi-fond
- Copenhague 1921
  -  Médaillé de bronze de demi-fond

### Championnats d'Europe
- Champion d'Europe de demi-fond en 1905, 1906, 1909 et 1912 (2e en 1908 et 1911)

### Championnats nationaux
- Champion de France de demi-fond en 1905, 1912, 1913, 1914 (2e en 1904 et 1908)

## Palmarès sur route
- 1894
  - Paris-Besançon
  - 5e de Bordeaux-Paris
- 1895
  - Paris-Besançon
- 1902
  - 2e du Circuit de l'Allier